# Kómjó
Kómjó (japonsky 光明天皇, Kómjó-tennó, 11. ledna 1322 – 26. července 1380) byl druhý panovník Severního dvora v období Nanbokučó. Byl však první z císařů Severního dvora, jehož šógunát Ašikaga skutečně podporoval. Vládl od roku 1336 do roku 1348.
Princ, jehož osobní jméno (imina) před nástupem na trůn Severního dvora znělo Jutahito (豊仁), byl druhým synem 93. císaře Go-Fušimiho.

## Události za Kómjóova života
Během svého života císař Kómjó i jeho okolí věřili, že od 20. září 1336 do 18. listopadu 1348 vládl na Chryzantémovém trůnu. 
Poté co se Takaudži Ašikaga v roce 1335 vzbouřil proti restauraci Kenmu císaře Go-Daiga a následujícího roku obsadil Kjóto, uprchl císař Go-Daigo do kláštera Enrjakudži na vrcholku hory Hiei na severovýchodě Kjóta. Přestože princ Jutahito nevlastnil Japonské císařské regálie, dosadil jej Takaudži Ašikaga na císařský trůn, čímž násilně ukončil restauraci Kenmu. V lednu 1337 pak bývalý císař Go-Daigo uprchl z kláštera Enrjakudži a mezi horami, při hřebenu Jošino ve střední části prefektury Nara založil město Jošino, které se stalo sídlem Jižního dvora.
Dne 18. listopadu 1348 císař Kómjó abdikoval ve prospěch nejstaršího syna svého staršího bratra, bývalého panovníka Severního dvora a uchazeče o Chryzantémový trůn, císaře Kógona. Princ Okihito (興仁親王) se tak stal císařem Sukóem.
„Jižní císař“ Go-Murakami využil v dubnu 1352 sporu uvnitř klanu Ašikaga, vpadl do Kjóta a odvlekl s sebou bývalé „severní císaře“ Kómjóa a Kógona spolu se Sukóem a korunním princem Tadahitem. Všichni posléze skončili v Anau, kde se v té době nacházel Jižní dvůr.
Kómjó a jeho společníci byli poté umístěni do domácího vězení do vesnice Nišijošino v provincii Jamato (dnes součást města Gódžó v prefektuře Nara). Po návratu tří bývalých císařů do Kjóta v roce 1355 vstoupil Kómjó do kláštera. 
Bývalý císař Kómjó zemřel 26. července 1380 ve věku 58 let.

## Rodina
Císař Kómjó měl 2 manželky, s nimiž zplodil 3 děti, 1 syna a 2 dcery. 

## Rivalové z Jižního dvora
- Go-Daigo
- Go-Murakami